# Lafayette (Tennessee)
Lafayette es una ciudad ubicada en el condado de Macon en el estado estadounidense de Tennessee. En el Censo de 2010 tenía una población de 4.474 habitantes y una densidad poblacional de 363,21 personas por km².

## Geografía
Lafayette se encuentra ubicada en las coordenadas 36°31′27″N 86°1′50″O / 36.52417, -86.03056. Según la Oficina del Censo de los Estados Unidos, Lafayette tiene una superficie total de 12.32 km², de la cual 12.32 km² corresponden a tierra firme y (0%) 0 km² es agua.

## Demografía
Según el censo de 2010, había 4.474 personas residiendo en Lafayette. La densidad de población era de 363,21 hab./km². De los 4.474 habitantes, Lafayette estaba compuesto por el 0.1% blancos, el 0.49% eran afroamericanos, el 0.27% eran amerindios, el 0.49% eran asiáticos, el 0% eran isleños del Pacífico, el 1.43% eran de otras razas y el 1.01% pertenecían a dos o más razas. Del total de la población el 4.47% eran hispanos o latinos de cualquier raza.